# Bandyligan 1994/1995
Bandyligan 1994/1995 spelades som dubbelserie, följd av slutspel.

## Grundserien
| Lag                          | Spelade | Vinster | Oavgjorda | Förluster | Målskillnad | Poäng |
| ---------------------------- | ------- | ------- | --------- | --------- | ----------- | ----- |
| Warkauden Pallo -35          | 22      | 20      | 1         | 1         | 174-60      | 41    |
| OLS                          | 22      | 15      | 3         | 4         | 153-76      | 33    |
| Botnia-69, Helsingfors       | 22      | 14      | 3         | 5         | 125-73      | 31    |
| Lappeenrannan Veiterä        | 22      | 13      | 4         | 5         | 127-90      | 30    |
| Veitsiluodon Vastus          | 22      | 8       | 6         | 8         | 119-123     | 22    |
| PaSa Bandy                   | 22      | 8       | 4         | 10        | 70-96       | 20    |
| Porin Narukerä               | 22      | 7       | 5         | 10        | 101-112     | 19    |
| OPS                          | 22      | 8       | 2         | 12        | 90-106      | 18    |
| Jyväskylän Seudun Palloseura | 22      | 7       | 2         | 13        | 73-130      | 16    |
| ToPV                         | 22      | 6       | 2         | 14        | 97-150      | 14    |
| IFK Helsingfors              | 22      | 5       | 2         | 15        | 58-97       | 12    |
| Porvoon Akilles              | 22      | 3       | 2         | 17        | 62-136      | 8     |

Lag 1-4 till slutspel. HIFK och Akilles kvar efter kvalspel.

## Semifinaler
| Lag 1               | Resultat | Lag 2                 | Match 1 | Match 2 | Match 3 |
| ------------------- | -------- | --------------------- | ------- | ------- | ------- |
| OLS                 | 2–0      | Botnia-69             | -       | -       |         |
| Warkauden Pallo -35 | 2–1      | Lappeenrannan Veiterä | -       | -       | -       |

## Match om tredje pris
| Lag 1     | Resultat | Lag 2                 |
| --------- | -------- | --------------------- |
| Botnia-69 | 5–3      | Lappeenrannan Veiterä |

## Final
| Lag 1               | Resultat | Lag 2 |
| ------------------- | -------- | ----- |
| Warkauden Pallo -35 | 9–2      | OLS   |

## Slutställning
| Placering | Lag                   |
| --------- | --------------------- |
| 1.        | Warkauden Pallo -35   |
| 2.        | OLS                   |
| 3.        | Botnia-69             |
| 4.        | Lappeenrannan Veiterä |

Ari Holopainen, WP-35 blev både mål- och poängkung med 60 mål och 82 poäng.

### Fotnoter
1. ↑  ”Maalikuningas ja pistepörssin voittaja kautta aikojen” (på finska) (Rich Text Format). Finlands bandyförbund. http://www.finbandy.fi/maalit%20ja%20pisteet.rtf.